# جزيرة كونتيندا (فلم)
جزيرة كونتيندا (بالبرتغالية: O Ilhéu de Contenda)، هُو فيلم دراما أُنتج في الرأس الأخضر وصدر سنة 1996، وقد تولى المُخرج Leão Lopes إخراج الفيلم. صدر الفيلم في الرأس الأخضر سنة 1996.

## وصلات خارجية
- مقالات تستعمل روابط فنية بلا صلة مع ويكي بيانات